# Red Bull Powertrains
Red Bull Powertrains, förkortat RBPT, är en Formel 1-motortillverkare som ägs av österrikiska Red Bull. Företaget bildades 2021 i syfte att ta över ansvaret för tillverkningen av Formel 1-motorer från Honda med start efter 2022 då Honda lämnade sporten som ansvarig motortillverkare efter 2021.
Enligt den första överenskommelsen mellan Red Bull-teamen och Honda från 2021 kunde de Red Bull-ägda stallen använda Hondas motor (som fortsatt förblev Hondas immateriella egendom) till slutet av 2023. Honda skulle fortsatt tillverka motorn och tillhandahålla support för driften i tävlingar till dess. Red Bull Powertrains skulle istället själv driva utvecklingsarbetet för en ny motor som skulle användas efter 2023. Den stora kostnaden för framtagningen av en ny motor var en av anledningarna till att Honda hoppade av formel 1. 2022 stoppade dock FIA utvecklingen av nya motorer fram till 2026. Det betydde att Hondamotorn kunde fortsatt användas till dess. En ny överenskommelse mellan Red Bull och Honda från 2022 förlängde deras samarbete till slutet av 2025.
Den Hondabyggda motorn som användes av Red Bull-teamen fick benämningen RBPT (Red Bull Powertrain) under 2022. Från 2023 byttes namnet på motorn till Honda RBPT (Honda Red Bull Powertrain) för att ge Honda ett erkännande för deras del i tillverkningen av motorn.

## Historia
I februari 2021 undertecknade Red Bull Advanced Technologies ett exklusivt distributionsavtal för Formel 1-motorer med Honda under säsongen 2022, efter att Honda valt att lämna Formel 1 efter säsongen 2021. Motorerna kommer att döpas om till Red Bull Powertrains och levereras till de två team som Red Bull tävlar med i Formel 1, Red Bull Racing och Scuderia Alpha Tauri, med start 2022.
Den 23 april 2021 tillkännagavs anställningen av Ben Hodgkinson som teknisk chef för Red Bull Powertrains. Hodgkinson var chef för maskinteknik på Mercedes AMG High Performance Powertrains sedan 2017 och arbetade på Brixworth-fabriken i över 20 år. Den 6 maj 2021 tillkännagav Red Bull anställningen av ytterligare fem motoranställda på Mercedes: Steve Blewett, Omid Mostaghimi, Pip Clode, Anton Mayo och Steve Brodie.

## Formel 1-motorresultat
| År   | Deltagare              | Chassi | Motor             | Förare         | 1   | 2   | 3   | 4   | 5   | 6   | 7   | 8   | 9   | 10  | 11   | 12  | 13  | 14  | 15  | 16  | 17  | 18  | 19  | 20  | 21  | 22  | Poäng | Pos. |
| ---- | ---------------------- | ------ | ----------------- | -------------- | --- | --- | --- | --- | --- | --- | --- | --- | --- | --- | ---- | --- | --- | --- | --- | --- | --- | --- | --- | --- | --- | --- | ----- | ---- |
| 2022 | Oracle Red Bull Racing | RB18   | RBPTH001 1,6 V6 t |                | BHR | SAU | AUS | EMI | MIA | ESP | MON | AZE | KAN | GBR | AUT  | FRA | HUN | BEL | NED | ITA | SIN | JPN | USA | MEX | BRA | ABU | 36    | 3:a  |
| 2022 | Oracle Red Bull Racing | RB18   | RBPTH001 1,6 V6 t | Sergio Pérez   | 18† | 4P  | 2   | 23  | 4   | 2F  | 1   | 2F  | DNF | 2   | DNF5 | 4   | 5   | 2   | 5   | 6F  | 1   | 2   | 4   | 3   | 75  | 3   | 36    | 3:a  |
| 2022 | Oracle Red Bull Racing | RB18   | RBPTH001 1,6 V6 t | Max Verstappen | 19† | 1   | DNF | 1PF | 1F  | 1   | 3   | 1   | 1P  | 7   | 21PF | 1   | 1   | 1F  | 1PF | 1   | 7   | 1P  | 1   | 1P  | 64  | 1P  | 36    | 3:a  |
| 2022 | Scuderia Alpha Tauri   | AT03   | RBPTH001 1,6 V6 t | Pierre Gasly   | DNF | 8   | 9   | 12  | 18† | 13  | 11  | 5   | 14  | DNF | 15   | 12  | 12  | 9   | 11  | 8   | 10  | 18  | 14  | 11  | 14  | 14  |       |      |
| 2022 | Scuderia Alpha Tauri   | AT03   | RBPTH001 1,6 V6 t | Yuki Tsunoda   | 8   | DNS | 15  | 7   | 12  | 10  | 17  | 13  | DNF | 14  | 16   | DNF | 19  | 13  | DNF | 14  | DNF | 13  | 10  | DNF | 17  | 11  |       |      |